# New Norway (Alberta)
New Norway est un hameau (hamlet) du Comté de Camrose, situé dans la province canadienne d'Alberta.

## Démographie
En tant que localité désignée dans le recensement de 2011, New Norway a une population de 283 habitants dans 114 de ses 128 logements, soit une variation de -12,4 % par rapport à la population de 2006. Avec une superficie de 1,115 1 km2, le hameau possède une densité de population de 253,788 9 hab/km2 en 2011.
Concernant le recensement de 2006, New Norway abritait 323 habitants dans 117 de ses 121 logements. Avec une superficie de 1,115 0 km2, le hameau possédait une densité de population de 289,7 hab/km2 en 2006.